# Brennendes Feuer der Leidenschaft
Brennendes Feuer der Leidenschaft (Originaltitel: The Shining Hour) ist ein US-amerikanischer Spielfilm mit Joan Crawford und einer Starbesetzung, der Margaret Sullavan, Robert Young und Melvyn Douglas angehören. Regie führte Frank Borzage. Der Film war ursprünglich als Nachfolgeprojekt für Crawford und Spencer Tracy gedacht, die kurz vorher unter der Regie von Borzage in Mannequin einen finanziellen Erfolg hatten. 

## Handlung
Olivia Riley kann auf eine erfolgreiche Karriere als Tänzerin zurückblicken. Sie tritt in exklusiven Nachtclubs auf. Eines Tages verliebt sich der wohlhabende Rancher Henry Linden aus Wisconsin in Olivia. Mehr aus Einsamkeit denn echter Liebe akzeptiert Olivia den überstürzten Heiratsantrag. Kaum in Wisconsin angekommen, hat Olivia bereits massiven Ärger mit dem Rest der Familie, die alle ihre Neurosen und Geheimnisse mit sich herumtragen. 
Ihr Schwager David ist mit der geistig eher schlichten Judy verheiratet. Die Ehe besteht nur noch auf dem Papier, so dass David keine Skrupel hat, Olivia Avancen zu machen. Das eigentliche Regiment führt jedoch Hannah, die altjüngferliche Schwester von David und Henry. Sie hasst Olivia, die ihrerseits alles versucht, die Stimmung zu verbessern. Die unterschwelligen Konflikte brechen offen aus, als Olivia glaubt, ihre Liebe für David zu entdecken. Es kommt zu einigen dramatischen Auseinandersetzungen und vielen Gesprächen zwischen den Beteiligten. Am Ende legt Hannah Feuer im Wohnhaus und Olivia rettet in letzter Sekunde Judy, die jedoch schwere Verbrennungen erleidet. Schließlich erkennen alle nach weiteren, intensiven Aussprachen ihre Fehler. Hannah räumt ein, sich in Olivia geirrt zu haben. David erkennt, wie sehr er Judy liebt. Olivia begreift, im Grunde immer nur Henry geliebt zu haben und die Eheleute beginnen ein neues Leben, weit weg von Wisconsin.

## Hintergrund
1938 war die Karriere von Joan Crawford in eine dauerhafte Krise geraten. In den letzten Jahren hatte das Studio die Schauspielerin zu häufig in leichten Romanzen eingesetzt, die mehr Wert auf die opulenten Kostüme und die Ausstattung legten als auf das Drehbuch. Weder The Gorgeous Hussy noch die ambitionierten Filme  The Bride Wore Red und The Last of Mrs. Cheyney brachten eine entscheidende Wendung zum Besseren. Erst die Mitwirkung in Mannequin schien einen Ausweg zu eröffnen. Ein anspruchsvolles Drehbuch, die innovative und fordernde Regie von Frank Borzage und mit Spencer Tracy ein neuer Co-Star machten aus dem Film einen großen Erfolg an der Kinokasse. Crawford unterschrieb einen neuen Vertrag, der über fünf Jahre lief und ihr pro Jahr eine Gage von 330.000 US-Dollar garantierte. 
The Shining Hour hatte es in der Broadway-Saison 1934 unter anderem mit Gladys Cooper, Raymond Massey und Adrianne Allen auf 121 Aufführungen gebracht. Joan Crawford, die das Stück seinerzeit auf der Bühne gesehen hatte, überzeugte MGM, die Filmrechte zu erwerben. Als männlicher Co-Star war zunächst wieder Spencer Tracy vorgesehen, doch zerschlug sich der Plan bereits im Vorfeld. Joan Crawford bestand bei der Besetzung der beiden weiblichen Nebenrollen auf etablierten Bühnenschauspielern. Am Ende lieferten alle Beteiligten nach Meinung der Kritiker gute Darstellungen, doch der Film scheiterte an der Kinokasse.
Joan Crawford war mit dem fertigen Ergebnis und ihrer Darstellung nicht sonderlich zufrieden, wie sie später gegenüber Roy Newquist befand: 

„„Brennendes Feuer der Leidenschaft“ war ein Reinfall auf hohem Niveau. Am Broadway war es ein gewaltiger Erfolg. Margaret Sullavan, Robert Young, Melvyn Douglas und ich waren jedoch alle verschwendet und ich denke, es war um diese Zeit, dass meine loyalen Fans sich von mir abwandten. Du kannst sie einfach nicht in schlechte Filme locken.“

## Kinoauswertung
Der Film kam am 18. November 1938 in den nationalen Verleih. Mit Kosten von 1.068.000 US-Dollar war Brennendes Feuer der Leidenschaft eine teure Produktion, die über dem Durchschnittsbudget für einen Kinofilm der Zeit lag. Er spielt in den USA mit einer Summe von 942.000 US-Dollar eine Summe ein, die bereits unter dem Standard lag, der bis Mitte des Jahrzehnts von einem Joan-Crawford-Film erwartet werden konnte. Mit Auslandseinnahmen von 425.000 US-Dollar und einem kumulierten Gesamtergebnis von 1.367.000 US-Dollar erwirtschaftete das Studio am Ende einen Verlust in Höhe von 137.000 US-Dollar.

## Kritiken
Die meisten Rezensenten bemängelten den statischen Eindruck der Adaption und die nicht enden wollenden Dialoge. 
Variety brachte die Dinge auf den Punkt: 

„[Brennendes Feuer der Leidenschaft] kann vier Stars aufweisen, angeführt von Joan Crawford. Letztlich bleibt den Kinobesitzern doch nur ein konfuser Film, der aus den sich überkreuzenden Motiven keinerlei wirkliche Spannung entwickelt. Das Hauptproblem ist das Drehbuch. Frank Borzage kann nicht viel retten.“